# ماسریک (رود)
ماسریک (به ارمنی: Մասրիկ) رودی است در کشور ارمنستان که در استان گغارکونیک جریان دارد که از hy:Արևելյան Սևանի լեռներ سرچشمه می‌گیرد و به دریاچه سوان می‌ریزد. طول آن ۴۳ کیلومتر (۲۷ مایل) و مساحت حوضه آبخیز (دبی) آن ۶۸۵ کیلومتر مربع می‌باشد.

## نگارخانه

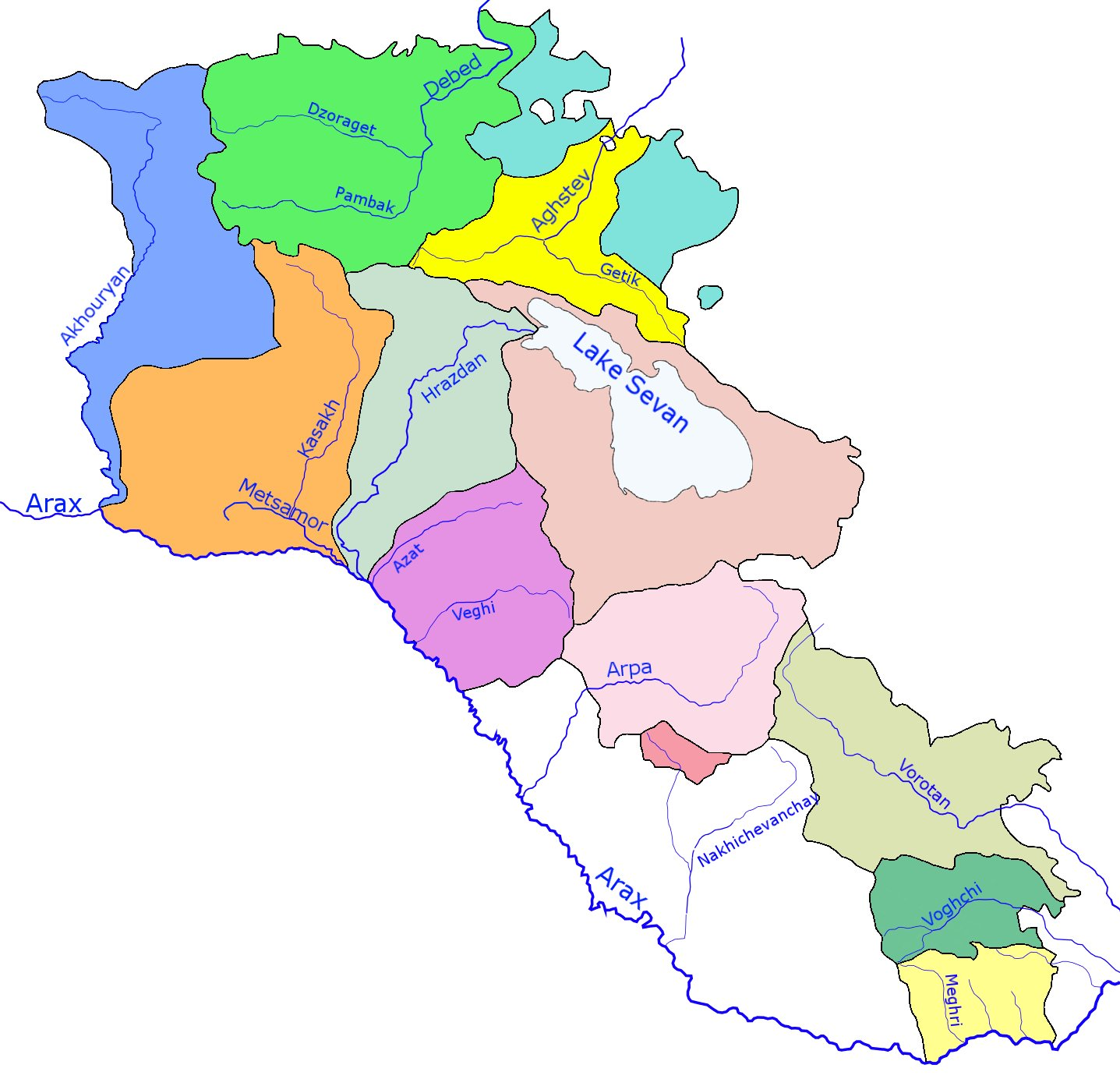